# 火燒排 (香港)
火燒排（英語：Fo Siu Pai），是香港的一個島嶼，地區行政上屬於西貢區。
火燒排上並沒有居民居住。
香港潛水協會曾介紹火燒排鄰近的果洲群島海域為適合潛水之地點。